# Karacaağaç, Buca
Karacaağaç là một xã thuộc huyện Buca, tỉnh İzmir, Thổ Nhĩ Kỳ. Dân số thời điểm năm 2010 là 710 người.